# 케두구주

케두구주

케두구주(프랑스어: Région de Kédougou)는 세네갈의 주로, 주도는 케두구이며 면적은 16,896km2, 인구는 152,134명(2013년 기준)이다. 2008년 탐바쿤다주에서 분리되어 신설되었으며 3개의 하위 행정 구역(케두구, 살레마타, 사라야)을 관할한다.